# Фахід Бен Хальфалла
Фахі́д Бен Хальфалла́ (араб. فهيد بن خلف الله, фр. Fahid Ben Khalfallah, нар. 9 жовтня 1982, Перонн) — туніський футболіст французького походження, півзахисник австралійського клубу «Мельбурн Вікторі» та національної збірної Тунісу.

## Клубна кар'єра
Народився 9 жовтня 1982 року в містечку Перонн. Вихованець футбольної школи місцевого клубу «Перонн». Дорослу футбольну кар'єру розпочав 2000 року в основній команді того ж клубу, в якій провів один сезон. 
Своєю грою за цю команду привернув увагу представників тренерського штабу клубу «Ам'єн», до складу якого приєднався 2001 року. Відіграв за команду з Ам'єна наступні чотири сезони своєї ігрової кар'єри. Більшість часу, проведеного у складі «Ам'єна», був основним гравцем команди.
2005 року уклав контракт з клубом «Лаваль», у складі якого провів наступні два роки своєї кар'єри гравця.  Граючи у складі «Лаваля» також здебільшого виходив на поле в основному складі команди.
З 2005 року два сезони захищав кольори команди клубу «Анже». Згодом з 2007 по 2010 рік грав у складі команд клубів «Кан» та «Валансьєнн».
До складу клубу «Бордо» приєднався у серпні 2010 року, трансфер гравця обійшовся його новій команді 3 5 мільйонів євро. Наразі встиг відіграти за команду з Бордо 53 матчі в національному чемпіонаті.

## Виступи за збірну
Виступаючи за аутсайдера французької Ліги 1 «Валансьєн», народжений у Франції гравець отримав запрошення на рівні національних збірних захищати кольори своєї історичної батьківщини, Тунісу. 2008 року дебютував в офіційних матчах у складі національної збірної цієї країни. Відтоді провів у формі головної команди країни 17 матчів, забивши 2 голи.

## Титули і досягнення
- Володар Кубка Франції (1):

«Бордо»: 2012-13
- Переможець регулярного чемпіонату A-Ліги (1):

«Мельбурн Вікторі»: 2014-15
- Володар Кубка Австралії (1):

«Мельбурн Вікторі»: 2015